# فرمول گونا–درجه
در هندسه جبری کلاسیک، فرمول گونا-درجه (Genus-Degree Formula)، درجه d یک خم مسطحه تحویل‌ناپذیر C را از طریق فرمول زیر، با گونای حسابی g آن خم مرتبط می‌سازد:
{\displaystyle g={\frac {1}{2}}(d-1)(d-2).}
در اینجا «خم مسطحه» به معنای این است که C خم بسته‌ای در صفحه تصویری {\displaystyle \mathbb {P} ^{2}} است. اگر خمی غیر-تکین باشد، گونای هندسی و گونای حسابی آن با هم برابرند، اما اگر یک خم تکین باشد، به گونه‌ای که تنها شامل تکین‌های معمولی باشد، گونای هندسی آن کوچکتر خواهد شد. به بیان دقیق‌تر، تکین معمولی با چندگانگی r، گونا را به میزان {\displaystyle {\frac {1}{2}}r(r-1)} کاهش می‌دهد.

## ارجاعات
1. ↑  Semple, John Greenlees; Roth, Leonard. Introduction to Algebraic Geometry (1985 ed.). Oxford University Press. pp. 53–54. ISBN 0-19-853363-2. MR 0814690.